# Linh vật Giải vô địch bóng đá thế giới
Mỗi kỳ cúp bóng đá thế giới kể từ năm 1966 tại Vương quốc Liên hiệp Anh và Bắc Ireland đều lấy hình ảnh một vật riêng làm đại diện cho mình, gọi là linh vật (tiếng Anh: mascot). Mỗi linh vật là một biểu tượng vui, thể hiện rõ nét văn hoá của quốc gia đăng cai World Cup và tính chất bóng đá thời kỳ đó.
| World Cup                | Linh vật                       | Miêu tả |
| ------------------------ | ------------------------------ | --- |
| Anh 1966                 | Willie                         | Chú sư tử có tên Willie, một biểu tượng đặc trưng của Anh, đang mặc chiếc áo thi đấu hình lá cờ Vương quốc Liên hiệp Anh và Bắc Ireland với dòng chữ "WORLD CUP". |
| Mexico 1970              | Juanito                        | Hình ảnh một cậu bé đang mặc đồng phục thi đấu của Đội tuyển bóng đá quốc gia Mexico và đội nón rộng vành (sombrero) với dòng chữ "MEXICO 70". Tên thân mật của cậu bé là "Juan", một cái tên phổ biến trong tiếng Tây Ban Nha. |
| Tây Đức 1974             | Tip và Tap                     | Hai chú bé mặc áo đồng phục của Đội tuyển bóng đá quốc gia Tây Đức với dòng chữ WM (tiếng Đức Weltmeisterschaft, World Cup) và con số 74. |
| Argentina 1978           | Gauchito                       | Một cậu bé mặc đồng phục của Đội tuyển bóng đá quốc gia Argentina. Cái nón (với dòng chữ ARGENTINA '78), khăn choàng cổ và roi da là những đặc trưng của những cậu bé chăn bò ở những cánh đồng hoang Nam Mỹ. |
| Tây Ban Nha 1982         | Naranjito                      | Với hình tượng quả cam, một loại trái cây đặc trưng của Tây Ban Nha, đang mặc đồng phục của Đội tuyển bóng đá quốc gia Tây Ban Nha. Tên của quả cam xuất phát từ naranja trong tiếng Tây Ban Nha và có nghĩa là "quả cam", cùng với tiếp vị ngữ thân mật "-ito". |
| Mexico 1986              | Pique                          | Trái ớt jalapeño, một món đặc thù trong ẩm thực Mexico, với ria mép và đang đội mũ vành. Tên của nó đến từ picante, trong tiếng Tây Ban Nha có nghĩa là "ớt" và "cay". |
| Ý 1990                   | Ciao                           | Cầu thủ hình cây gậy, với đầu là trái banh và thân là lá cờ tam tài của Ý. Biểu tượng được đặt tên theo câu chào của người Ý. |
| Hoa Kỳ 1994              | Striker                        | Một chú chó, mặc đồng phục cầu thủ bóng đá đỏ, trắng và xanh với dòng chữ "USA 94". |
| Pháp 1998                | Footix                         | Một chú gà trống xanh dương, biểu tượng tiêu biểu cho nước Pháp, với dòng chữ "FRANCE 98" trên ngực. Thân của gà trống hầu như toàn màu xanh dương, giống như màu áo của Đội tuyển bóng đá quốc gia Pháp và được đặt tên theo từ kết hợp của "football" (bóng đá) và tiếp vị ngữ "-ix" từ Astérix, một nhân vật hoạt hình nổi tiếng. - Linh vật của Giải vô địch bóng đá nữ thế giới 2019, cũng được tổ chức ở Pháp là cô gà mái tên là Ettie, cô chính là con gái của Footix. |
| Hàn Quốc & Nhật Bản 2002 | Ato, Kaz và Nik (the Spheriks) | Những sinh vật được tạo nên bởi máy tính với dáng vẻ hiện đại, lần lượt với các màu cam, tím và xanh. Những thành viên tuyển chọn của đội "Atmoball" (một môn thể thao giống bóng đá được hư cấu nên), Ato là huấn luyện viên còn Kaz và Nik là cầu thủ. Ba cái tên này được lựa chọn từ một danh sách bình chọn của những người dùng qua mạng Internet và đặt trên lối ra vào của McDonald's tại các nước chủ nhà.                                                            |
| Đức 2006                 | Goleo VI và Pille              | Một chú sư tử mặc đồng phục thi đấu số 06 của đội tuyển bóng đá quốc gia Đức cùng một trái banh biết nói. |
| Nam Phi 2010             | Zakumi                         | Báo hoa mai Zakumi với mái tóc màu xanh lá cây. "Za" là tên miền của Nam Phi, còn "kumi" là số mười trong nhiều thứ tiếng châu Phi. Màu vàng & xanh lá cây là màu quần áo của đội tuyển Nam Phi |
| Brazil 2014              | Fuleco                         | Linh vật của World Cup 2014 là chú tatu có tên Fuleco. |
| Nga 2018                 | Zabivaka                       | Chú sói Zabivaka được nhân hóa có chiếc áo thun len màu nâu và màu trắng với dòng chữ "RUSSIA 2018" và kính thể thao màu cam. |
| Qatar 2022               | La'eeb                         | La'eeb vốn là chiếc khăn đội đầu của nam giới Ả Rập, đến từ vũ trụ của những linh vật - một nơi không có mô tả cụ thể và khuyến khích trí tưởng tượng của tất cả mọi người. La’eeb sẽ đóng một vai trò quan trọng trong việc thu hút người hâm mộ từ trẻ đến già tại VCK World Cup ở Qatar |

## Liên kết khác
- 2002 FIFA WORLD CUP OFFICIAL MASCOTS™
- Information on Goleo VI and Pille Lưu trữ ngày 23 tháng 3 năm 2007 tại Wayback Machine
- GOLEO VI - Official Mascot of the 2006 FIFA World Cup Lưu trữ ngày 22 tháng 6 năm 2018 tại Wayback Machine FIFA 14 Nov 2004